# Drosera dielsiana
Drosera dielsiana är en sileshårsväxtart som beskrevs av Arthur Wallis Exell och Laundon. Drosera dielsiana ingår i släktet sileshår, och familjen sileshårsväxter.
Artens utbredningsområde är:
- Malawi.
- Moçambique.
- Sydafrika
  - Free State.
  - Gauteng.
  - Norra Kapprovinsen.
  - Västra Kapprovinsen.
  - Östra Kapprovinsen.
  - KwaZulu-Natal.
  - Limpopoprovinsen.
  - Mpumalanga.
  - Nordvästprovinsen.
- Zimbabwe.

Inga underarter finns listade i Catalogue of Life.

## Bildgalleri

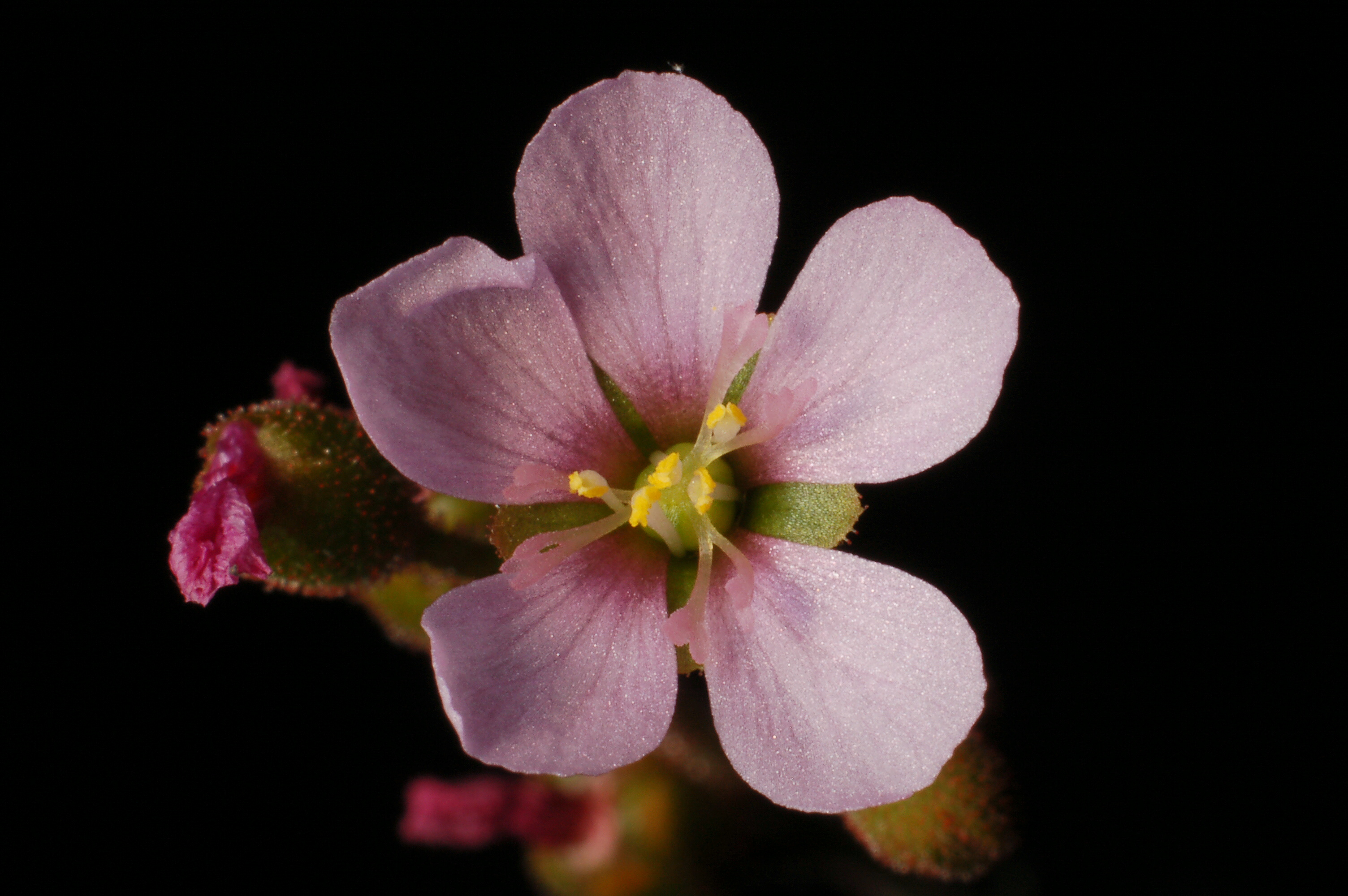